# 236984 Astier
236984 Astier è un asteroide della fascia principale. Scoperto nel 2008, presenta un'orbita caratterizzata da un semiasse maggiore pari a 2,1962640 UA e da un'eccentricità di 0,1284309, inclinata di 3,75684° rispetto all'eclittica.
L'asteroide è dedicato all'umorista francese Alexandre Astier.